# Commune libre de Modène
XIIe siècle – 1452
Entités suivantes :
- Duché de Modène

La commune libre de Modène est une commune médiévale italienne d'Émilie.

## Histoire

### Guerre civile (1284-1286)
En 1282, les guelfes qui dominaient alors la cité se divisent en deux factions : les Intrinseci et les Extrinseci. Les Extrinseci rassemblent les familles Da Sassuolo (it), les Da Savignano (it) et les Grassoni tandis que les Intrinseci rassemblent les Rangoni, la Famille Boschetti (it) et les Guidoni.
Le conflit éclate en 1284 à cause de l'assassinat d'un Boschetti par un Savignano. Le crime est laissé impuni par le podestat de cette année, Giacomo da Enzola,. Les da Sassuolo, les da Savignano et les Grassoni sont bannis de la ville le 30 juillet 1284, c'est à ce moment qu'ils prennent le nom d'Extrinseci.

### Domination des Este
Les Este sont à la tête de la ville à partir de 1289.
Ils sont chassés de la ville le 26 janvier 1306 mais sont rappelés en mai 1336.

## Dirigeants
La cité de Modène est dirigée par un podestat. La liste de podestats de Modène ci-dessous n'est pas exhaustive.
| Podestat                | Année     | Notes                                       |
| ----------------------- | --------- | ------------------------------------------- |
| Rolando Rossi           | 1207      |                                             |
| Ugo Rossi               | 1209      | frère ou cousin de Rolando                  |
| Rolando Rossi           | 1212      |                                             |
| Bernardo de Rossi (it)  | 1213-1214 |                                             |
| Matteo da Correggio     | 1216      |                                             |
| Frogerio da Correggio   | 1216      | Fils du précédent                           |
| Bernardo de Rossi (it)  | 1226      |                                             |
| Ugo de Curia            | 1237      | Podestat philo-impérial                     |
| Gerardo di Tebaldo      | 1243      | Podestat pour l'empereur                    |
| Matteo da Correggio     | 1269      | À ne pas confondre avec le podestat de 1216 |
| Guido da Correggio      | 1269-1272 | Frère du précédent                          |
| Matteo da Correggio     | 1274      |                                             |
| Matteo da Correggio     | 1283      |                                             |
| Giacomo da Enzola       | 1284      | Mort au printemps 1284                      |
| Tommaso da Enzola       | 1284      | Frère du précédent                          |
| Bernabà Palastrelli     | 1284      | Originaire de Plaisance                     |
| Rinaldo dei Cancellieri | 1284      | Originaire de Pistoia                       |
| Bernardo Rossi          | 1289-1290 | Proche des Este                             |
| Gerardo da Enzola       | 1294      | Proche des Este                             |
| Giovanino San Vitale    | 1306-1307 |                                             |
| Bernardino da Cavriago  | 1337-1338 | Proche des Este                             |
| Bonifacio da Cavriago   | 1352-1353 | Proche des Este                             |